# Iphimedia haurakiensis
Iphimedia haurakiensis är en kräftdjursart. Iphimedia haurakiensis ingår i släktet Iphimedia och familjen Iphimediidae. Inga underarter finns listade i Catalogue of Life.